# Seso (Huesca)
Seso es una localidad española perteneciente al municipio de Boltaña, en el Sobrarbe, provincia de Huesca, Aragón.

## Lugares de interés
- Las cuevas de Seso
- Camino de Jánovas

- Datos: Q22442923
- Multimedia: Seso / Q22442923